# عملية الخان-كالا
كانت عملية ألخان-كالا عملية زاخستكية (روسية: зачистка) من قبل القوات الروسية في الخان-كالا، الشيشان، ابتداء من 25 يونيو 2001 ، خلال الحرب الشيشانية الثانية. اندلع القتال الذي استمر اسبوعا في الخان-كالا واشتباكات مسلحة مع الانفصاليين الشيشان، وأسفرت الغارة الأولية عن مقتل عربي باريف، وهو قائد كبير للمتمردين الشيشان وقائد الجريمة المنظمة.

## الخلفية
كانت جمهورية الشيشان إشكيريا (الشيشان) مستقلة بحكم الواقع عن روسيا منذ بداية الحرب الشيشانية الأولى في عام 1994. وخلال هذا الاستقلال، ضعفت الحكومة العلمانية، وتعرضت الشيشان للنفوذ المتزايد لأمراء الحرب والحكم الإسلامي. في أغسطس 1999 ، بدأت حرب داغستان عندما غزا الإسلاميون الشيشان دولة داغستان الروسية، لكنهم هزموا من قبل الجيش الروسي في شهر واحد. تم استخدام حرب داغستان كقوة حرب لإطلاق الحرب الشيشانية الثانية ، عندما دخلت القوات الفيدرالية الروسية إلى الشيشان وأنهت استقلالها. و يونيه 2000، دخلت الحرب في «مرحلة تمرد»، حيث تقوم القوات الروسية بعمليات زاخستكية (روسية: зачистка) تستغرق يوما واحدا في القرى الشيشانية.

## العملية
وفي 22 يونيه 2001 ، أطلقت القوات الروسية زاكيستكا على قرية الخان-كالا، وهي قرية كبيرة تقع جنوب غرب غروزني، مما أدى إلى اشتباك مسلح مع الانفصاليين الشيشان. كان آلخان-كالا قرية عربي باريف، وهو واحد من أقوى أمراء الحرب الانفصالية في الشيشان ومؤسس الفرقة الإسلامية ذات الأغراض الخاصة، وهي عصابة إجرامية لمنظمة إسلامية أرهبت الشيشان خلال استقلالها الفعلي بعد الحرب الشيشانية الأولى. رسميا، تم الإبلاغ عن مقتل عربي بريف في الغارة الأولية، وتم تسليم جثته لاحقا إلى عائلته. كانت وسائل إعلامية روسية قد أبلغت عن وفاة باريف عدة مرات، إلا أنها عادت للظهور مرة أخرى في كل مرة، بعد أن أعلن مركز قفقاس أن «القائد الإسلامي الخاص العربي باريف أصبح شهيدا».
واستمرت المعركة بين القوات الروسية والانفصاليين الشيشان لمدة ستة أيام وأسفرت عن التدمير الهائل لـ الخان-كالا، مع قتال من منزل إلى منزل أدى إلى تدمير عشرات المنازل. وفقا للمسؤولين الروس، قتل العديد من المتواطنين مع باريف وتم أخذ حوالي 800 من القرويين في الحجز.

## بعد
كان عربي باريف أبرز قادة الانفصاليين الذين قُتلوا أو أسروا من قبل الروس منذ بدء الحرب الشيشانية الثانية في عام 1999 ، وأشادت موسكو باعتبارها نجاحًا كبيرًا في الفوز بالحرب. ووفقاً لنسخة بديلة من وفاة باريف، تم القبض عليه حياً وسلم إلى FSB ، وهي وكالة الأمن القومي الروسية الرئيسية، لكنه كان مطلوباً من قبل أعضاء في وكالة الاستخبارات العسكرية الروسية، بسبب تورطهم المحتمل في مقتل ألماني مريب. هيرمان أوغريوموف. يُزعم أن GRU جندت المقاتلين الشيشان المتورطين في نزاع دموي مع باريف لمداهمة مجمع FSB حيث تم احتجازه، واختطافه وتسليمه إلى GRU في قاعدة خانكالا العسكرية، حيث تم تعذيبه حتى الموت.